# Murtala Mohammed
General Murtala Ramat Mohammed (Nigerija, 8. studenog 1938. – Lagos, 16. veljače 1976.), je bio 4. predsjednik Nigerije koji je vladao kao vojni vođa, ali ne kao diktator.
Rodio se kao pripadnik naroda Hausa.
Iskazao se u zadnjim stupnjevima Nigerijskog građanskog rata. Bio je veliki protivnik okrutnog vojnog režima na čelu kojeg je bio Johnson Aguiyi-Ironsi, 2. predsjednik Nigerije, tijekom kojeg je na okrutan i gnjusan način pogubljeno nekoliko visoko pozicioniranih časnika sa sjevera. Ogorčen i razjaren diktaturom, Murtala 29. srpnja 1966. godine skuplja nezadovoljnike i kroz puč (vojni udar) na vlast dovodi potpukovnika imenom Yakubu Gowon. 
Nezadovoljni i tim vojskovođom na vlasti, na isti datum 1975. godine, mlađi časnici dovode na vlast 38-godišnjeg brigadira, kasnije i generala. Murtala Mohammed, iznimno sposoban i umjeren političar i državnik, prihvatio je vlast koju su mu povjerili.
Iz birokratskog aparata isključio je 10,000 ljudi, a razlozi su bili zdravlje, dob, nesposobnost, ili loš rad. Također je i demobilizirao 100,000 vojnika iz opterećenog vojnog sustava.
Na vlasti nije proveo niti godinu dana, ali je njegove reforme nastavio njegov šef ureda Olusegun Obasanjo. Kad je izvršen puč 1966. godine i Yakubu Gowon došao na vlast, Murtala je razmišljao da odcijepi sjevernu Nigeriju, ali je na kralju odustao od te zamisli. Građanski rat odigrao se od 1967. do 1970. kad se Istočna Nigerija odcijepila proglasivši se Republikom Biafrom.
Smirio je inflaciju koja je sve više rasla. Nigerija pod njegovom vlašću bila je neutralna, ali ne nesvrstana zemlja. Situacija se promijenila kad je u Angoli izbio građanski rat. Poduprli su Istočni blok.
Murtala je ubijen kad je u Lagosu njegov auto izrešetan.